# Prokurator Trybunału Specjalnego dla Libanu
Prokurator Trybunału Specjalnego dla Libanu – organ Trybunału Specjalnego dla Libanu, pełniący funkcje śledcze i oskarżycielskie.
Zgodnie ze Statutem Trybunału, Prokurator jest odpowiedzialny za ściganie i oskarżanie osób, które przyczyniły się do zamachu przeprowadzonego 14 lutego 2005 w Bejrucie, w którym zginął były premier Libanu Rafik al-Hariri, a także w którym zginęły i zostały ranne inne osoby.
Prokurator jest niezależnym i oddzielnym organem Trybunału, który jest odpowiedzialny na prowadzenie postępowania przygotowawczego i oskarżanie przed izbami Trybunału osób odpowiedzialnych za przestępstwa wchodzące pod jurysdykcję Trybunału. Prokurator nie może otrzymywać ani szukać instrukcji od jakiegokolwiek rządu ani z żadnego innego źródła.
Prokuratorem Trybunału może zostać osoba o wysokiej moralności, posiadająca najwyższy stopień umiejętności zawodowych i mająca duże doświadczenie w prowadzeniu postępowań przygotowawczych i oskarżaniu w sprawach karnych.
Prokuratora powołuje na trzyletnią kadencję z możliwością ponownego wyboru Sekretarz Generalny w porozumieniu z rządem Libanu. Prokuratora wspiera Libański Wiceprokurator (ang. Lebanese Deputy Prosecutor), powoływany przez rząd Libanu w porozumieniu z Sekretarzem Generalnym i Prokuratorem oraz urzędy libańskie i międzynarodowe. Władze Libanu są obowiązane wspomagać Prokuratora w wykonywaniu swoich zadań.
Organem pomocniczym Prokuratora jest Biuro Prokuratora (ang. Office of the Prosecutor). Biuro ma uprawnienia do przesłuchiwania podejrzanych, ofiar i świadków, zbierania materiału dowodowego oraz prowadzenia śledztwa na miejscu zbrodni.
Jeżeli leży to w interesie wymiaru sprawiedliwości, Prokurator może w jednym procesie oskarżyć więcej niż jedną osobę, jeżeli osoby te są oskarżane o popełnienie tych samych albo innych przestępstw mających związek z tą samą sprawą.